# Long-Island-Klasse
Die Long-Island-Klasse bestand aus zwei Geleitflugzeugträgern der Alliierten während des Zweiten Weltkriegs. Beide Träger entstanden durch den Umbau von Handelsschiffen. Diese waren die ersten ihrer Art in der United States Navy.
Das erste Schiff, die USS Long Island, wurde am 2. Juni 1941 in Dienst gestellt und diente in der US Navy bis 1946. Für den Abbruch vorgesehen, diente das Schiff dann zivilen Eignern.
Das zweite Schiff, umgebaut unter der Kennung BAVG-1, wurde Großbritannien im Rahmen der Lend-Lease-Vereinbarungen übergeben. Es diente als Archer (D78) von November 1941 bis zum März 1945 in der Royal Navy. Die Archer war der zweite Geleitträger der Royal Navy nach der umgebauten deutschen Prise Audacity ex Hannover (NDL), die nach nur sechs Monaten Dienstzeit schon im Dezember 1941 verloren ging. Im Anschluss lieferten die USA unter lend-lease-Bedingungen zwischen März 1942 und Februar 1944 noch weitere 36 Geleitflugzeugträger an die Royal Navy, die der Avenger-Klasse (USN: Charger-Klasse) bzw. Attacker- und Ruler-Klasse (USN: Bogue-Klasse) zugeordnet wurden. Basis dieser Träger war auch das Standardschiff C3.

## Technik
Die beiden Träger waren 150 Meter lang und hatten eine Wasserverdrängung von 13.499 Tonnen. Die eingetragene Höchstgeschwindigkeit lag bei 16,5 Knoten. Zur Besatzung gehörten 1970 Mann und der Träger konnte 21 Kampfflugzeuge aufnehmen. Die Träger besaßen eine große 127-mm-Kanone und zwei 76-mm-Geschütze zur Verteidigung. Fla-Bewaffnung wurde erst bei späteren Geleitflugzeugträgern eingeführt, nachdem sich Flugzeuge als große Bedrohung herausgestellt hatten.